# AKT1S1
AKT1S1 (англ. AKT1 substrate 1) – білок, який кодується однойменним геном, розташованим у людей на короткому плечі 19-ї хромосоми. Довжина поліпептидного ланцюга білка становить 256 амінокислот, а молекулярна маса — 27 383.
| 10         |  | 20         |  | 30         |  | 40         |  | 50         |
| ---------- |  | ---------- |  | ---------- |  | ---------- |  | ---------- |
| MASGRPEELW |  | EAVVGAAERF |  | RARTGTELVL |  | LTAAPPPPPR |  | PGPCAYAAHG |
| RGALAEAARR |  | CLHDIALAHR |  | AATAARPPAP |  | PPAPQPPSPT |  | PSPPRPTLAR |
| EDNEEDEDEP |  | TETETSGEQL |  | GISDNGGLFV |  | MDEDATLQDL |  | PPFCESDPES |
| TDDGSLSEET |  | PAGPPTCSVP |  | PASALPTQQY |  | AKSLPVSVPV |  | WGFKEKRTEA |
| RSSDEENGPP |  | SSPDLDRIAA |  | SMRALVLREA |  | EDTQVFGDLP |  | RPRLNTSDFQ |
| KLKRKY     |  |            |  |            |  |            |  |            |

A: Аланін

C: Цистеїн

D: Аспарагінова кислота

E: Глутамінова кислота

F: Фенілаланін

G: Гліцин

H: Гістидин

I: Ізолейцин

K: Лізин

L: Лейцин

M: Метіонін

N: Аспарагін

P: Пролін

Q: Глутамін

R: Аргінін

S: Серин

T: Треонін

V: Валін

W: Триптофан

Кодований геном білок за функцією належить до фосфопротеїнів. 
Задіяний у такому біологічному процесі, як альтернативний сплайсинг. 
Локалізований у цитоплазмі.